# 吾妻橋 (福島県)
E4
吾妻橋（あづまばし）は、福島県福島市にある道路橋である。

## 概要
- 全長：248.0m[1]
  - 主径間：42.5m[2]
- 幅員：10.0m×2[1]
- 形式：3径間PC単純合成桁橋+4径間鋼連続非合成鈑桁橋[2]
- 竣工：1974年[1]

南沢又字水門下から笹谷字上川原、松川に至り、東北自動車道吾妻パーキングエリア～福島ジャンクション間を通す。一級水系阿武隈川水系松川を渡る。1975年4月1日に郡山インターチェンジから白石インターチェンジの間が開通したことにより供用が開始された。
床版耐久性向上、B活荷重対策のため、1995年に厚さ5センチの鋼繊維コンクリートによる床版上面増厚が行われたが、輪荷重によるコンクリートのひび割れや陶器の凍結防止剤散布によるコンクリート内部への塩化物イオンの浸透により、コンクリート床版の劣化や鉄筋の錆、舗装のポットホールが生じていた。抜本的対策として2017年5月から7月にかけて下り線橋梁のうち、鋼橋部の4径間171.1mのRC床版の交換が行われた。東日本高速道路福島管理事務所管内では福島須川橋、福島荒川橋についで3例目となり、高速道路リニューアルプロジェクトとしては初めての事例となる。
現場作業の削減による工期の短縮と品質確保を目的とし、全幅員を1つのプレキャストPC床版部材として製作し、橋軸方向2m、厚さ240mmの床版部材がそれぞれ80枚架設されている。塩化物イオンによる錆の影響が出やすい場所打ちコンクリート部の鉄筋にはエポキシ樹脂塗装鉄筋が、床版防水には高性能床版防水が採用された。既設床版の撤去と新設床版の架設は5月末から6月初旬にかけての10日間で実施された。工事期間中は上り線の橋梁を上下対面通行として利用した車線規制が実施され、7月2日に再供用が開始された。

## 周辺
- 福島刑務支所